# Pandiborellius nistriae
Espèce
Synonymes
- Pandinus nistriae Rossi, 2014

Pandiborellius nistriae est une espèce de scorpions de la famille des Scorpionidae.

## Distribution
Cette espèce est endémique de Djibouti. Elle se rencontre vers Medeho.

## Description
Le mâle holotype mesure 108 mm.

## Systématique et taxinomie
Cette espèce a été décrite sous le protonyme Pandinus nistriae par Rossi en 2014. Elle est placée dans le genre Pandinurus par Rossi en 2015 puis dans le genre Pandiborellius par Kovařík, Lowe, Soleglad et Plíšková en 2017.

## Étymologie
Cette espèce est nommée en l'honneur d'Annamaria Nistri.

## Publication originale
- Rossi, 2014 : « Notes on the distribution of Pandinus (Pandinus) Thorell, 1876 and Pandinus (Pandinurus) Fet, 1997 with the descriptions of two new species from Central African Republic. » Onychium, vol. 10, p. 10-31 (texte intégral).